# Švýcárna (Slatiňany)
Švýcárna je chata pod zámeckým parkem u Slatiňan na místě někdejší myslivny.
V 19. století v těchto místech stála myslivna založená roku 1839 jako místo pro panstvo, které se chtělo pokochat nádhernou a nedotčenou přírodou. Tehdejším posledním obyvatelem Švýcárny byl až do roku 1976 František Zeman. Po jeho odchodu Švýcárna posloužila i k filmovým účelům. Natáčel se tu film Smrt v sedle nebo seriál Dobrá Voda, který se zabýval tematikou koní. Poté začala tato nádherná budova chátrat.
S podporou Evropské unie město Slatiňany Švýcárnu zrekonstruovalo a 29. června 2012 zahájilo její nový provoz. Bylo do ní umístěno interaktivní muzeum starokladrubského koně, seznamující návštěvníky s chovem koní a s životem pana profesora Bílka, který je známým zachráncem starokladrubských koní. Švýcárna nabízí spoustu dalších zážitků. Ve venkovním areálu je umístěn kočár, který táhne pár koní.

## Turistické cíle v blízkém okolí
- Kočičí hrádek,
- zámek Slatiňany
- rozhledna Bára s lanovým parkem